# Tunë Prekpalaj
Tuna Prekpalaj ([Prizren, 7 september 1948) is een Kosovaars-Nederlandse schrijver en filosoof. Van zijn hand zijn  "Kosova: een schreeuw van Ilir" (Kosova: Nji klithmë e Ilirit) en het woordenboek Albanees - Nederlands / Nederlands - Albanees woordenboek / shqip - holandisht - holandisht - shqip, 5e druk is in 2017 verschenen.
Voor zijn studie verliet hij Kosovo om onder meer in Rome en in Padua te studeren. 
Hij studeerde aan de volgende universiteiten:
- Albanologie aan de Universiteit van Skopje in Macedonië -- Onvoltooid --;
- Filosofie aan de Universiteit "Urbaniana", Rome, Italië;
- Filosofie aan de Universiteit "Università degli Studi di Padova", Italië;
- werd uitgeroepen "dottore in filosofia".

## Publicaties
Boeken: 
- "Umjetnost i revolucija", Zagreb (Kroatië) : Naprijed, 1989;
- Woordenboek Albanees - Nederlands / Nederlands - Albanees woordenboek | Fjalor Shqip -  holandisht / holandisht - shqip; Eburon (Nederland) : Delft, 1990, 1995, 2000, 2007;
- Roman "Kosova: een schreeuw van Ilir" (Kosova: Nji klithmë e Ilirit); Utrecht (Nederland), 1999.

Publicaties in de volgende tijdschriften en kranten:
- "Flaka e Vëllazërimit"
- "Rilindja"
- "Fjala"
- "Fer Press"
- "Teuta"
- "Bota Sot"
- "Shkëndija"
- "Trouw"
- "Het Volkskrant Magazine"
- "Algemeen Dagblad"
- "Indirect"
- "HN"
- "Gooi en- Eemlander"
- "Soester Courant"
- "Soest Nu"
- Utrechts Nieuwsblad"
- "Schoon Schip" (literair/cultureel Vlaams-Nederlandse tijdschrift)
- "Illyria the only Albanian-American Newspaper"
- "Zemra Shqiptare"

- International Standard Name Identifier: 0000 0000 2254 9804
- Library of Congress Control Number: n00028593
- Nederlandse Thesaurus van Auteursnamen: 089068157
- Virtual International Authority File: 20914566
- WorldCat: E39PBJc3CD3D8JhXyPvW3yH3cP